# Elinor Mullett Husselman
Elinor Mullett Husselman (* 4. April 1900 in Ann Arbor, Michigan; † 6. Mai 1996 in Tucson, Arizona) war eine US-amerikanische Papyrologin, Koptologin und Klassische Archäologin. Ihr Wirken ist eng mit der University of Michigan Library und dem Kelsey Museum of Archaeology der University of Michigan verbunden.

## Leben und Karriere
Elinor Mullett wuchs in Ann Arbor auf und bezog hier sowohl das College als auch ab 1918 das eigentliche Studium der Klassischen Philologie an der University of Michigan. Sie erhielt ihren Bachelor-Abschluss 1921 und ihren Master 1925. Schon während dieser Zeit arbeitete sie auch an der University of Michigan Library und heiratete John Henry Husselman, mit dem sie gemeinsam zwei Kinder haben sollte. Mullett studierte zu einer Zeit, als an der University of Michigan die Papyrologie hoch im Kurs stand, besonders durch zahlreiche Erwerbungen aus der griechisch-römischen Zeit in Ägypten, so durch Erwerbungen seitens Francis Willey Kelseys und die von ihm begonnenen Ausgrabungen unter anderem im Fayyum zwischen 1924 und 1935. Mullett Husselman widmete sich schon in ihrer Dissertation einem papyrologischen Thema. Ihren Ph.D. erhielt sie 1932. Anschließend setzte sie ihre papyrologischen Studien bei John G. Winter und Arthur E. R. Boak sowie insbesondere im Bereich der Koptologie bei William H. Worrell fort. Es bildete sich an der Universität eine Gruppe von Frauen in diesem Feld heraus, zu der neben ihr auch Elizabeth Stefanski, Louise A. Shier und Winifred Kammerer gehörten. Zu dieser Zeit, vermutet Terry G. Wilfonng, neigten gerade Papyrologinnen dazu, nicht im Bereich der griechischen, sondern der koptischen Papyri zu forschen. Von allen Schülerinnen Worrells war Mullett Husselman die Einzige, die sowohl im Bereich der griechischen wie auch der koptischen Papyri forschte.
1925 wurde Husselman sowohl Kuratorin für Manuskripte und Papyri an der University of Michigan Library als auch am später nach Kelsey benannten Museum of Archaeology. Beide Stellen sollte sie bis zu ihrer Pensionierung 1965 innehaben. Sie hatte damit eine verbindende Position bei den Arbeiten der Papyrologen, Klassischen Archäologen, Althistorikern und Ägyptologen der Universität und insbesondere als Kuratorin der graeco-römischen Antiken des Museums auch weit über die Universität hinaus. Als Archäologin wie auch Papyrologin nahm sie an den Ausgrabungen der Universität in Karanis teil. Hier leistete sie vor allem unterstützende Arbeiten für andere Forscher und Forscherinnen, etwa zum Katalog der Lampen von Louise A. Shier oder Rolfe A. Haatvedts Dissertation über die Fundmünzen von Karanis. Sie selbst war an der Katalogisierung der Dokumentenfunde beteiligt und publizierte ausgesuchte von diesen. Als Pionierin der text in context-Bewegung war Husselman insbesondere auch am archäologischen Fundkontext der Artefakte interessiert. So ist sie nicht zuletzt auch aufgrund ihrer Arbeiten zu Karanis, die Papyrologie und Archäologie verbanden, besonders in Erinnerung geblieben. Nach der Pensionierung arbeitete sie weiter an verschiedenen Projekten. 1979 zog sie nach Tuscon und setzte auch dort noch ihre Forschungen fort. Ihre letzte Publikation erschien 1982. Sie verstarb im Alter von 96 Jahren.

## Leistungen und Wirkung
Neben ihren Aufgaben an der Universität und dem Museum verfolgte Husselman auch eine größere Zahl eigener Forschungsprojekte. Sie edierte eine größere Zahl koptischer Texte und nahm sich dabei nicht zuletzt der schwierigeren und vernachlässigteren Texte und Bereiche an. Als wohl wichtigste Arbeit gilt ihre Bearbeitung einer im Fayyum-Dialekt des Koptischen verfasste Version des Joahnnes-Evangeliums. Seit ihrer Dissertation hatte sie ein besonderes Interesse an administrativen Texten der römischen Zeit, zu denen sie immer wieder im Laufe ihrer Karriere zurückkehrte, wobei es sich hierbei meist um griechische, seltener lateinische Texte handelte. Erst nach ihrer Pensionierung konnte sie eine Zusammenstellung von 55 griechischen Texten aus Karanis, alle Texte, die Briefe, Verträge, Petitionen und Listen waren, publizieren. Wie so oft legte sie auch in dieser Arbeit großen Wert auf den archäologischen Teil. Zweites großes Werk nach der Pensionierung war die Überarbeitung von Enoch E. Petersons monumentalem Werk über die Topografie und die Architektur von Karanis, das er auf der Grundlage der Grabungen von 1928 bis 1935 bis in den 1950er Jahren fertig gestellt hatte. Das Werk hatte einen so gewaltigen Umfang, dass es zu teuer zum publizieren gewesen war. Husselman nahm sich des Textes an, überarbeitete ihn unter der Beibehaltung der Peterson’schen Intentionen, steuerte auch eigene Forschungsergebnisse bei, und brachte das Werk in eine beherrschbare Form. Es wurde 1979 schließlich veröffentlicht. Gemeinsam mit Shier trug Husselman zur von Kammerer verantworteten Coptic Bibliography bei, einer bis heute wichtigen annotierten Bibliografie aller wichtiger koptologischen Arbeiten bis zum Jahr 1950. Auch als Rezensentin war Husselman sehr aktiv.
Husselman war auch ein frühes und aktives Mitglied der American Society of Papyrologists. Darüber hinaus war sie aktives Mitglied der American Philological Association sowie eifriges Mitglied des University of Michigan Women's Research Club, eines intellektuellen wie auch sozial wirkenden Zusammenschlusses weiblicher Fakultätsmitglieder der Universität. Husselman war sich trotz ihrer unbestreitbaren Leistungen im klaren darüber, dass ihre beruflichen Aussichten in der akademischen Welt ihrer Zeit begrenzt waren und etwa eine Professur wie für vergleichbare männliche Forscher für sie kaum möglich war. Im Laufe der Jahre führte dies auch zu einer gewissen Frustration und Resignation bei ihr. In ihrer späteren Karriere galt sie als „schwierig“ und überaus protektiv den ihr anvertrauten Artefakten gegenüber. Sehr wahrscheinlich hing das aber vor allem damit zusammen, dass sie in einer Zeit, in der die Konservierung der anfälligen Objekte noch nicht als so wichtig angesehen wurde, großen Wert auf einen pfleglichen Umgang mit den Objekten gelegt hatte. Im Vergleich mit weniger kritischen, umgänglicheren Kuratoren musste ihr Stil somit geradezu „aktivistisch“ gewirkt haben, ist heute aber Standard.

## Publikationen (Auswahl)
- Subscriptions to contracts selected from the Tebtunis Papyri in the collection of the University of Michigan. University of Michigan, Ann Arbor 1932 [Dissertation, Teile davon wurden in Papyri from Tebtunis. Part II veröffentlicht].
- mit Arthur E. R. Boak und William F. Edgerton: Papyri from Tebtunis. Part II: Michigan Papyri 5 (= University of Michigan Humanistic Series. Band 29). University of Michigan Press, Ann Arbor 1944.
- Papyri from Karanis. Third Series (= Michigan Papyri. Band IX = The American Philological Association Monograph. Band 29). Published for the American Philological Association by the Press of Case Western Reserve University, ohne Ort 1971.